# Zack Ward
Zacharias „Zack” Ward (ur. 31 sierpnia 1970 w Toronto) – kanadyjski aktor, scenarzysta, producent, reżyser i kaskader.

## Życiorys
Urodził się w Toronto w Ontario jako syn aktorki Pameli „Pam” Hyatt. Wychowywał się z bratem Carsonem T. Fosterem. W 1988 ukończył Northern Secondary School w Toronto. Naukę kontynuował w Community college w Glendale i Eastern New Mexico University w Roswell w Nowym Meksyku.
W wieku trzynastu lat zagrał rolę Scuta Farkusa w komedii familijnej Boba Clarka Prezent pod choinkę (1983). Rozpoznawalność przyniosła mu rola Dave’a Scovila, przyrodniego brata Christophera Tytusa, w mrocznym, nominowanym do nagrody Emmy sitcomie Fox Tragikomiczne wypadki z życia Titusa (2000–2002). Za rolę Lenny’ego w komedii L.A. Twister (2004) zdobył nagrodę Anioła na Międzynarodowym Festiwalu Filmowym w Monako.

## Życie prywatne
18 sierpnia 2018 poślubił Jennifer McMahan-Ward.

## Filmografia
- 1983: Prezent pod choinkę – Scut Farkus
- 1985: Ania z Zielonego Wzgórza – Moody Spurgeon
- 1987: Ania z Avonlea – Moody Spurgeon
- 1987: Taking Care of Terrific – Seth Sandruff
- 1988: Piątek trzynastego – Greg Mazzey
- 1990: Neon Rider – Digger
- 1990: My Secret Identity
- 1991: Maniac Mansion – Tim
- 1992: Forever Knight – Topper
- 1993: Just for Fun – Tom
- 1993: Spenser: Ceremony – Hummer
- 1994–1995: Boogies Diner – Kirby
- 1994: The Club – Kyle
- 1994: Harvest for the Heart – Ross Hansen
- 1995: Star Hunter – Cooper
- 1995: Nowojorscy gliniarze – Jerry
- 1995: Sliders – ochroniarz
- 1996: Sliders – Gerald Thomas
- 1996: The Size of Watermelons – Skinhead
- 1996: Ed – Dusty Richards
- 1997: Lancelot: Guardian of Time – A.J.
- 1997: Ich pięcioro – Ted
- 1997: Wild America – D.C.
- 1997: Strażnik Teksasu – Jerry „Mad Dog” Sullivan
- 1997: Gliniarz z dżungli – Orange Glasses Man
- 1998: How to Make the Cruelest Month – Manhattan's Neighbor
- 1998: Fast Track
- 1998: Blade Squad – Billy Mustard
- 1998: Nash Bridges – Paul Pangborn
- 1998: JAG – Curtis Dastuge
- 1998: Nowojorscy gliniarze – Dan Evers
- 1999: Viper – Crup
- 1999: The Fair – Jimmy
- 1999: The Pretender – Mały Joshua / Theodore Reed
- 1999: Portret zabójcy – Mały Joshua / Theodore Reed
- 1999: Atomic Train – Stan Atkins
- 1999: Y2K – Rick Rothman
- 1999: Brotherhood of Murder – Charles Higgins
- 2000: Ania z Zielonego Wzgórza: Dalsze losy – Moody Spurgeon
- 2000: Civility – Billy
- 2000: U progu sławy – Legendarny Czerwony Pies
- 2000–2002: Titus – Dave Scouvel
- 2001: Chasing Destiny – Eric
- 2001: Completely Totally Utterly – Chad
- 2002: Po tamtej stronie – Link
- 2002: Agent w spódnicy – mężczyzna w czerni
- 2002: MDs – doktor Lewis
- 2003: The Pink House – Murray
- 2003: Chasing Alice
- 2003: Przyjaciel z zaświatów – Howie Tibbadoe
- 2003: Samotny kowboj – Powder Kent
- 2003: Freddy kontra Jason – Bobby Davis
- 2003: April’s Shower – August
- 2004: A Night at Sophie's – Tony
- 2004: L.A. Twister – Lenny
- 2004: Resident Evil 2: Apokalipsa – Nicholai Ginovaeff
- 2004: Czarodziejki – Kevin Casey / Sirk
- 2004: Significant Others – Zack
- 2004: Deadwood
- 2005: Deadwood
- 2005: Jordan – agent FBI Blair
- 2005: Zagubieni – Marc Silverman
- 2005: Aurora Borealis – Lindstrom
- 2005: Agenci NCIS – oficer Billy Krieg
- 2005: All of Us – Jeff Sizemore
- 2006: Hollywood Kills – Nate Folds
- 2006: Pennies – Stoner Todd
- 2006: Girlfriends – Mike
- 2007: Trade – Alex Green
- 2007: Przeprowadzka McAllistera – Earl
- 2007: Transformers – sierżant Donnelly
- 2007: Postal – Koleś
- 2007: BloodRayne II: Deliverance – Billy the Kid
- 2007: CSI: Kryminalne zagadki Las Vegas – Steve Card
- 2008: Krewki pocałunek – Charlie
- 2008: Dead and Gone – The Weatherman
- 2008: Terminator: Kroniki Sary Connor – Wells
- 2008: Alone in the Dark II – Xavier
- 2008: Battle Planet – Jordan Strider
- 2009: In My Pocket – Rob
- 2009: Dowody zbrodni – Ed Dubinski
- 2009: The Devil's Tomb – Nickels
- 2009 i 2010: Dollhouse – Zone
- 2010: Repo – Red
- 2010: Ja w kapeli – Xander
- 2010: Monster Mutt – Sirus Caldwell
- 2010: Magazyn 13 – Leo
- 2011: Last Stop – Alex
- 2011: Breakout Kings – Christian Beaumont
- 2015: Postal 2: The Paradise Lost – on sam